# Felttoget i Polen i 1939
Felttoget i Polen i 1939, som den tyske generalstab gav kodenavnet Fall Weiss, udløste 2. verdenskrig og blev gennemført af Tyskland, Sovjetunionen samt en lille slovakisk styrke, der støttede Tyskland.
Invasionen af Polen blev starten på 2. verdenskrig i Europa, da Polens vestlige allierede Storbritannien, Australien og New Zealand
erklærede krig mod Tyskland den 3. september 1939 og hurtigt efter af Frankrig, Sydafrika og Canada.
Invasionen begyndte den 1. september 1939 kl. 04.40 en uge efter undertegnelsen af Molotov-Ribbentrop-pagten og sluttede den 6. oktober 1939 da Tyskland og Sovjetunionen havde besat hele Polen. Storbritannien og Frankrig gav meget lidt direkte militær bistand (se Spøgelseskrigen).
Efter et tysk iscenesat "polsk" angreb på en tysk radiosender ved Gleiwitz den 31. august 1939, invaderede tyske styrker Polen den 1. september fra nord, syd og vest. De polske styrker, som var spredt langs de lange grænser, blev snart tvunget mod øst. Efter det polske nederlag i Slaget ved Bzura midt i september havde tyskerne en klar fordel. Polske styrker begyndte at trække sig mod sydøst efter en plan om et langvarigt forsvar ved den rumænske grænse, hvor de polske styrker skulle afvente et modangreb og undsætning fra de vestlige allierede.
Den 17. september 1939 invaderede Sovjetunionens Røde hær det østlige Polen i samarbejde med Tyskland. Sovjetunionen opfyldte sin del af det hemmelige tillæg til Molotov-Ribbentrop-pagten, som delte Østeuropa i en tysk og en sovjetisk indflydelsessfære.
Stående over for to fronter besluttede den polske regering, at et forsvar ved den rumænske grænse ikke længere var muligt og beordrede evakuering af alle styrker til det neutrale Rumænien. Den 1. oktober havde Tyskland og Sovjetunionen fuldstændig løbet Polen over ende, selv om den polske regering aldrig overgav sig. Hertil kom, at Polens resterende land- og luftstyrker var blevet evakueret til nabolandene Rumænien og Ungarn. Mange i eksil sluttede sig til de polske styrker i Frankrig, Syrien og Storbritannien.
Efter invasionen af Polen opstod der en polsk modstandsbevægelse. Polens væbnede styrker fortsatte med at bidrage til allierede operationer gennem hele 2. verdenskrig. Tyskland erobrede de sovjetiske områder af Polen i 1941 under angrebet på Sovjetunionen, men mistede dem igen i 1944 til den fremrykkende Røde Hær. I løbet af krigen mistede Polen over 20% af sin befolkning under en besættelse, der markerede afslutningen på den Anden polske republik.

## Forspil til kampagnen
Nazistpartiet under ledelse af Adolf Hitler tog magten i Tyskland i 1933. I begyndelsen søgte Hitler udsoning med Polen. Det kulminerede i den tysk-polske ikke-angrebspagt fra 1934. I begyndelsen havde udenrigspolitikken som mål at manøvrere Polen ind i Antikominternpagten og samarbejde mod Sovjetunionen. Tyskland forsøgte at tilrane sig sovjetisk territorium: erhverve Lebensraum og udvide Stortyskland. Polen ville få tildelt områder i nordøst, men de indrømmelser polakker skulle give, betød at nationen i høj grad ville blive afhængigt af Tyskland og ikke ville være ret meget mere end en lydstat, og polsk uafhængighed ville være truet.
Ud over sovjetisk territorium var nazisterne også interesseret i en ny grænsedragning med Polen, fordi den tyske enklave Østpreussen var adskilt fra resten af det tyske rige af den polske korridor. Mange tyskere ønskede også at indlemme fristaden Danzig i Tyskland. Mens Danzig havde en overvejende tysk befolkning, havde Korridoren længe været omstridt. Efter Versaillestraktaten fik Polen Korridoren, som var en del af det område, Preussen havde erobret fra Polen i det 18. århundrede ved Polens tre delinger. Hitler prøvede at vende denne udvikling og appellerede til tysk nationalisme ved at love at befri både den tyske minoritet, som boede i Korridoren, og Danzig, der var under Folkeforbundets kontrol.
Polen deltog i delingen af Tjekkoslovakiet efter Münchenaftalen i 1938, selv om Polen ikke var part i aftalen. Det tvang Tjekkoslovakiet til at opgive byen Český Těšín ved at udstede et ultimatum herom den 30. september. Det blev accepteret af Tjekkoslovakiet den 1. oktober.
I 1938 begyndte Tyskland at optrappe kravene på Danzig og foreslå, at der skulle bygges Autobahn gennem den polske Korridor mellem Østpreussen og resten af Tyskland. Polen afviste dette forslag af frygt for i stigende grad at blive offer for Tysklands vilje og efterhånden miste sin uafhængighed ligesom tjekkerne. 
Polakkerne nærede også mistro til Hitler og hans hensigter. Samtidig svækkede Tysklands samarbejde med anti-polske ukrainske nationalister fra Organisationen af ukrainske nationalister yderligere den tyske troværdighed i polske øjne, idet det blev set som et forsøg på at isolere og svække Polen. Briterne var også klar over det. Den 30. marts fik Polen en garanti fra Storbritannien og Frankrig, selv om de ikke var klar til at stille militær til rådighed for Polens forsvar. Den britiske premierminister Neville Chamberlain og hans udenrigsminister Lord Halifax håbede stadig på at afslutte en handel med Hitler om Danzig og muligvis den polske Korridor, og Hitler håbede på det samme. Ved igen af benytte sig af appeasement troede Chamberlain og hans støtter, at krig kunne undgås og håbede på, at Tyskland ville lade resten af Polen i fred. Tysk overherredømme over Centraleuropa var også på spil.
Med voksende spænding skiftede Tyskland til aggressivt diplomati. Den 28. april 1939 opsagde det ensidigt den tysk-polske ikke-angrebspagt fra 1934 og London Flådeaftalen fra 1935. I begyndelsen af 1939 havde Hitler allerede udstedt ordrer om at forberede en mulig "løsning af det polske problem med militære midler". Endnu et afgørende skridt mod krig var underskrivelsen af Molotov-Ribbentrop-pagten den 23. august, afsløringen af hemmelige tysk-sovjetiske forhandlinger i Moskva, som benyttede sig af Frankrigs og Storbritanniens mislykkede forsøg på at sikre sig en alliance med Sovjetunionen. Som et resultat heraf havde Tyskland neutraliseret muligheden for sovjetisk modstand mod en kampagne mod Polen. I en hemmelig protokol til pagten enedes Tyskland og Sovjetunionen om at opdele Østeuropa, herunder Polen, i to indflydelsessfærer: den vestlige tredjedel skulle gå til Tyskland og de østlige totredjedele til Sovjetunionen.
Det tyske angreb var planlagt til at begynde kl. 4 om morgenen den 26. august. Den 25. august blev den polsk-britiske fælles forsvarspagt underskrevet som et tillæg til den fransk-polske militæralliance. I denne aftale forpligtede Storbritannien sig til at forsvare Polen og garanterede polsk uafhængighed. Samtidig antydede briterne og polakkerne over for Berlin, at de var rede til at genoptage forhandlingerne. Det var ikke var det, Hitler havde brug for som undskyldning til at indlede konflikten. Derfor vaklede han og udskød sit angreb til 1. september. Det lykkedes ham at stoppe hele invasionen bortset fra nogle få enheder mod syd. (Den tyske presse meddelte, at fanatiske slovakker stod bag angrebet over grænsen).
Den 26. august prøvede Hitler at skræmme briterne og franskmændene fra at gribe ind i en konflikt og lovede endda, at den tyske hær ville stille med styrker til det britiske imperium i fremtiden. I hvert fald overbeviste forhandlingerne Hitler om, at der kun var en lille risiko for, at Vestmagterne ville erklære Tyskland krig, og hvis de gjorde, ville de være villige til et kompromis, efter at Tyskland havde erobret Polen, fordi der ikke var givet Polen territoriale garantier. I mellemtiden steg antallet af overflyvninger af højtflyvende rekognosceringsfly, og troppebevægelser på den anden side af grænsen signalerede, at krigen var umiddelbart forestående.
Den 29. august fremsatte Tyskland tilskyndet af Storbritannien et diplomatisk tilbud, som betød, at Fall Weiss måtte udskydes. Ved midnat den 29. august overgav den tyske udenrigsminister Joachim von Ribbentrop den britiske ambassadør sir Neville Henderson en liste med betingelser, som ifølge tyskerne ville sikre fred med Polen. Danzig skulle tilbageleveres til Tyskland. Gdynia skulle forblive i Polen, og der skulle inden årets udgang gennemføres en folkeafstemning i den polske korridor baseret på dem, som boede der i 1919. En udveksling af mindretalsbefolkninger mellem de to lande blev foreslået. En polsk befuldmægtiget minister skulle ankomme til Berlin og acceptere disse betingelser senest ved middag den følgende dag. Det britiske kabinet vurderede, at disse betingelser var "rimelige" bortset fra kravet om straks at møde en befuldmægtiget minister, en form for ultimatum. Da den polske ambassadør Lipski skulle mødes med Ribbentrop den 30. august, meddelte han, at han ikke havde fuldmagt til at underskrive, hvorefter Ribbentrop sendte ham væk. Det blev derefter meddelt i radioen, at Polen havde afvist Tysklands tilbud, og forhandlingerne med Polen var afsluttet.
Den 30. august var den polske destroyerflotille på vej til Storbritannien, og den polske øverstkommanderende Edward Rydz-Śmigły bekendtgjorde polsk mobilisering. Han blev imidlertid tvunget til at trække ordren tilbage af franskmændene, som tilsyneladende stadig håbede på en diplomatisk løsning og ikke havde opdaget, at tyskerne var fuldt mobiliserede og stod opmarcheret ved den polske grænse. I løbet af natten til den 31. august gennemførtes angrebet på Radiosender Gleiwitz i Øvreschlesien. Den 31. august beordrede Hitler, at kampagnen mod Polen skulle begynde kl. 4.45 næste morgen. På grund af afbrydelsen af mobiliseringen nåede Polen kun at mobilisere 70% af de planlagte styrker, og mange enheder var stadig ved at blive formeret eller undervejs til deres plads i frontlinjen.

## De modstående styrker
Polen blev angrebet af tyske, sovjetiske og slovakiske styrker.

### Tyskland
Tyskland havde en betydelig numerisk overlegenhed over Polen og havde også opbygget en betydelig kvalitetsmæssig overlegenhed inden konflikten. Den tyske hær havde omkring 2.400 kampvogne i seks panserdivisioner, som gjorde brug af en ny taktisk doktrin. Ifølge den skulle disse panserdivisioner slå huller i fjendens linje og isolere udvalgte enheder, som så blev omringet og ødelagt. Dette ville blive fulgt op af knap så mobile mekaniserede enheder og enheder til fods.
Det tyske luftvåben (Luftwaffe) leverede både taktisk og strategisk støtte fra luften, især i form af styrtbombere som afbrød forsynings- og kommunikationslinier. Disse nye metoder blev samlet benævnt Blitzkrieg. Militærhistorikerne Basil Liddell Hart og A.J.P. Taylor fastslog, at "Polen var en komplet demonstration af Blitzkriegs teorien."
Fly spillede en stor rolle i kampagnen. Bombefly angreb også byer og forårsagede store tab blandt civilbefolkningen ved terrorbombning især under bombningen af Warszawa. Luftwaffes styrker bestod af 1.180 jagerfly, 290 Stuka-styrtbombere, 1.100 konventionelle bombefly, fortrinsvis Heinkel He 111 og Dornier Do 17 foruden 550 transportfly og 350 rekognosceringsfly af blandet fabrikat. I alt havde Tyskland tæt på 4.000 fly af moderne standard. En styrke på 2.315 blev brugt i kampagnen. Som følge af dens deltagelse i den spanske borgerkrig var Luftwaffe formentlig det bedst trænede og udstyrede luftvåben i verden i 1939.

### Polen
Mellem 1936 og 1939 investerede Polen kraftigt i den centrale industriregion. Forberedelserne til en defensiv krig mod Tyskland havde fundet sted i mange år, men de fleste planer antog, at kampe først ville bryde ud i 1942. For at skaffe midler til industriel udvikling solgte Polen meget af det moderne udstyr, der produceredes. I 1936 blev en national forsvarsfond oprettet til at indsamle de nødvendige penge til at styrke de polske væbnede styrker. Den polske hær havde omkring en million soldater, men under halvdelen var mobiliseret den 1. september 1939. Efternølere oplevede store tab, da offentlig transport blev mål for Luftwaffe. Det polske militær havde færre pansrede styrker end tyskerne, og disse enheder knyttet til infanteriet var derfor ude af stand til effektivt at imødegå fjenden.
Erfaringer fra den polsk-sovjetiske krig formede den polske hærs organisation og taktiske doktrin. I modsætning til skyttegravskrigen i 1. verdenskrig var den polsk-sovjetiske krig en konflikt, hvor kavaleriets mobilitet spillede en afgørende rolle. Polen anerkendte fordelene ved mobilitet, men var ikke villig til at investere store beløb i mange af de dyre uprøvede opfindelser, som var kommet til siden. På trods af dette blev polske kavaleribrigader brugt som mobilt beredent infanteri og havde nogen succes mod både tysk infanteri og kavaleri.
Det polske luftvåben havde et alvorligt handicap sammenlignet med det tyske Luftwaffe, selvom det ikke blev ødelagt på jorden, som det ofte antages. Det polske luftvåben manglede moderne jagerfly, men dets piloter var blandt de bedst trænede i verden, som det blev bevist et år senere under Slaget om England hvori polske piloter spillede en stor rolle.
Generelt havde tyskerne numerisk og kvalitativ overlegenhed i fly. Polen havde kun omkring 600 moderne fly. De polske flyvevåben havde omring 185 PZL P.11 og nogle 95 PZL P.7-jagerfly, 175 PZL.23 Karaś B, 35 Karaś A, og i september, over 100 PZL.37 Łoś. Der var også over 1.000 forældede transport-, rekognoscerings- og træningsfly. Til kampagnen i september blev kun omkring 70 % af flyene mobiliseret. Kun 36 PZL.37 Łoś-bombefly blev indsat. Alle disse fly var af hjemligt polsk fabrikat, og bombeflyene var mere moderne end jagerne, hvilket var i overensstemmelse med luftvåbenets udbygningsplan, som lagde vægt på en stærk styrke af bombefly. De polske jagere var en generation ældre end deres tyske modstandere. Den polske P.11-jager, som blev bygget i starten af 1930'erne, kunne kun flyve med en hastighed af 365 km/h, nogenlunde samme hastighed som tyske bombefly og langt mindre end tyske jagerfly. For at kompensere herfor satsede piloterne på flyets manøvredygtighed og høje hastighed i dyk.
Panserstyrken bestod af to pansrede brigader, fire uafhængige kampvognsbataljoner og ca. 30 kompagnier af TKS panservogne knyttet til infanteridivisioner og kavaleribrigader. En standardtank i den polske hær under angrebet i 1939 var den lette 7TP-kampvogn. Det var den første tank i verden med en dieselmotor og et 360-graders roterbart periskop.. 7TP var betydeligt bedre armeret end dets modstandere, de tyske Panzer I og Panzer II, men der var produceret 140 tanks fra 1935 og frem til krigsudbruddet.
Den polske flåde bestod af nogle få destroyere, ubåde og mindre støttefartøjer. Tre polske destroyere, ORP Błyskawica, Grom og Burza, forlod polske havne den 30. august, undslap via Nordsøen og forenedes med den britiske Royal Navy. Den polske flådes undervandsbåde fortsatte med at operere i Østersøen, hvor de både udlagde miner og forsøgte at torpedere tyske skibe. 3 af de i alt 5 polske undervandsbåde kom til Sverige, hvor de blev oplagt i resten af krigen, mens 2 undervandsbåde undslap til Storbritannien via de danske stræder.

### Slovakiet
Det nyligt dannede Slovakiet deltog i angrebet på Polen med omkring 50.000 soldater fordelt i tre divisioner. Deres opgave var at forhindre polsk indtrængen i Slovakiet og støtte de tyske tropper.
Den slovakiske regering havde haft hemmelige samtaler med tyskerne d. 20.-21. juli 1939, hvor de havde aftalt, at deltage i angrebet i Polen. Det blev også aftalt, at tyskerne måtte benytte slovakisk territorium som transitlejr inden angrebet. Den 26. august mobiliserede Slovakiet sine væbnede styrker (160.000 reservister, 115.000 i tjeneste indtil 20. september) og dannede derpå en ny hærenhed kaldet "Bernolák", som bestod af 51.306 soldater. Slovakiet bidrog også med tanks og fly, som blev brugt til rekognoscering, bombeangreb og støtte til de tyske jagerfly.
Hærgruppen "Bernolák" var ledet af forsvarsminister Ferdinand Čatloš, som havde sit hovedkvarter i Spišská Nová Ves, og efter 8. september i Solivar tæt ved Prešov og bestod af:
- 1. infanteridivision "Jánošík" ledet af Anton Pulanich i sektoren Spišská Nová Ves – Prešov.
- 2. infanteridivision "Škultéty" ledet af Alexander Čunderlík i sektoren Brezno – Poprad.
- 3. infanteridivision "Rázus" ledet af August Malár i sektoren øst for Høje Tatra.

Den slovakiske hær stod over for den polske Karpater-hær, der bestod af infanterienheder med noget let artilleri og ingen tanks. Slovakkerne mødte derfor også kun svag modstand og led kun små tab i forbindelse med invasionen af Polen.

## Detaljer om kampagnen

### Planer

#### Den tyske plan
Den tyske Fall Weiss plan for invasionen af Polen var forberedt af General Franz Halder, chef for den tyske generalstab og blev ledet af General Walther von Brauchitsch, den øverstkommanderende under kampagnen. Den lagde op til, at fjendtlighederne skulle starte, inden der formelt var erklæret krig, og fulgte en doktrin om store omringninger og følgende nedkæmpelse af fjendens styrker. Infanteriet var langt fra fuldt mekaniseret, men var udrustet med hurtigt kørende artilleri og logistisk støtte skulle understøttes af kampvogne og mindre enheder af mekaniseret infanteri (en forløber for pansergrenadererne) for at understøtte hurtig bevægelse af tropper og for at kunne sætte ind på udvalgte punkter af fjendens front, isolere dele af fjendens styrke, omringe dem og ødelægge dem. Ideen før krigen om en panserkrig, som en amerikansk journalist døbte Blitzkrieg, og som blev understøttet af nogle generaler, heriblandt Heinz Guderian, gik ud på, at panserstyrken skulle slå huller i fjendens front og trænge dybt ind i bagområderne. Kampagnen i Polen blev ført efter mere traditionelle linjer. Det skyldtes konservatisme i den tyske hærledelse, som begrænsede panseret og de mekaniserede styrkers rolle til at understøtte de konventionelle infanteridivisioner.
Terrænet i Polen var velegnet til mobile operationer, når vejret var til det, landet havde flade sletter med lange grænser på næsten 5.600 km. Grænsen til Tyskland var på ca. 2.000 km. Hertil kom 300 km mod syd, som var kommet til efter München-aftalen i 1938, i hvis kølvand den tyske lydstat Slovakiet var opstået.
De tyske planlæggere ville til fulde udnytte den lange grænse med den store omfavnende manøvre i Fall Weiss. Tyske enheder skulle invadere Polen fra tre retninger:
- Et hovedangreb over den vestlige polske grænse. Det blev udført af Heeresgruppe Süd under kommando af general Gerd von Rundstedt, som angreb fra Schlesien, Mähren og Slovakiet. General Johannes Blaskowitz's 8. armé skulle trænge østpå i retning af Łódź; General Wilhelm List's 14. armé skulle rykke i retning af Kraków og vende polakkernes flanke ved Karpaterne. General Walter von Reichenau's 10. armé, i centrum med Heeresgruppe Süds panser skulle aflevere det endelige stød med et fremstød mod nordøst ind i Polens hjerte.
- En anden angrebsakse fra Preussen i nord. General Fedor von Bock havde kommandoen over Heeresgruppe Nord, som omfattede general Georg von Küchler's 3. Armé, som skulle angribe sydpå fra Østpreussen, og general Günther von Kluge's 4. Armé, som skulle angribe østpå over den polske korridor.
- Et tredje angreb af enheder fra Heeresgruppe Süds allierede Slovakiet.
- Inde fra Polen ville det tyske mindretal hjælpe til ved at Selbstschutz-enheder ((tysk): selvbeskyttelse) foretog aflednings- og sabotageoperationer.

Alle tre angreb skulle bevæge sig i retning af Warszawa, mens hovedstyrken af den polske hær skulle omringes og ødelægges vest for Wisla.

#### Den polske plan
Den polske forsvarsplan Vest var formet af en politisk vilje til at deployere tropper lige på den tysk-polske grænse, baseret på briternes løfte om militært at komme Polen til undsætning i tilfælde af en invasion. Hertil kom, at landets mest værdifulde ressourcer, industri og befolkningscentre lå nær den vestlige grænse i Schlesien-regionen var polsk politik koncentreret om deres beskyttelse, især da mange politikere var bange for, at hvis Polen trak sig tilbage fra de områder, som Tyskland krævede (såsom den polske korridor) ville Storbritannien og Frankrig undertegne en separatfred med Tyskland i stil med Münchenaftalen fra 1938. Hertil kom, at ingen af Polens allierede specifikt havde garanteret Polens grænser eller territoriale integritet. Derfor afviste Polen franske råd om at placere hovedparten af sine styrker bag den naturlige grænse, de brede Wisła og San floder, selv om nogle polske generaler var enige om, at det var en bedre strategi. Vest planen gav de polske hære mulighed for at trække sig tilbage ind i landet, men det antoges at ville blive en langsom tilbagetrækning bag forberedte positioner nær floderne Narev, Wisła og San, hvilket ville give landet tid til at afslutte sin mobilisering og gå over til en generalmodoffensiv, når de vestlige allierede igangsatte deres egen lovede offensiv.
Den polske hærs mest pessimistiske plan omfattede tilbagetrækning til bag San floden til de sydøstlige voivodships og et langvarigt forsvar langs den rumænske grænse. Briterne og franskmændene vurderede, at Polen skulle være i stand til at forsvare denne region i 2-3 måneder, mens polakkerne selv vurderede, at de kunne holde stand i mindst 6 måneder. Denne polske plan var baseret på den antagelse, at de vestlige allierede ville overholde den indgåede alliance og hurtigt selv igangsætte offensiver. Hverken den franske eller den britiske regering planlagde angreb på Tyskland, mens den polske kampagne blev udkæmpet. Hertil kom, at de antog, at krigen ville udvikle sig til en skyttegravskrig i stil med 1. verdenskrig, hvilket ville tvinge tyskerne til at underskrive en fredsaftale, som genskabte de polske grænser. Den polske regering blev ikke informeret om denne strategi og baserede alle sine forsvarsplaner på hurtig hjælp fra de vestlige allierede.
Planen om at forsvare grænserne bidrog væsentligt til det polske nederlag. Polske styrker var spredt tyndt langs den meget lange grænse og havde ikke kompakte forsvarslinier og gode forsvarspositioner i et ufordelagtigt terræn. Mekaniserede tyske styrker var ofte i stand til at omringe dem. Hertil kom, at forsyningslinierne ofte var dårligt beskyttet. Omkring en tredjedel af de polske styrker var koncentreret i eller nær Den polske Korridor i det nordvestlige Polen, hvor de var faretruende udsat for en knibtangsmanøvre – fra Østpreussen og vestfra som ville isolere dem i en lomme. Mod syd, overfor det tyske hovedangreb, var de polske tropper tyndt spredt. Samtidig var omtrent en tredjedel mere af styrkerne samlet i reserve i den nordlige del af landets midte mellem de store byer Łódź og Warszawa under den øverstkommanderende feltmarskal Edward Rydz-Śmigły. Polakkernes koncentration i de fremskudte områder gjorde det umuligt at kæmpe en række henholdende kampe, da deres hær, i modsætning til den tyske, stort set bevægede sig til fods og var ude af stand til at trække sig tilbage til deres defensive positioner i baglandet eller bemande dem, inden de blev løbet over ende af mekaniserede tyske kolonner.
Den politiske beslutning om at forsvare grænsen var ikke den polske overkommandos eneste strategiske fejltagelse. Polsk propaganda inden krigen hævdede, at enhver tysk invasion let ville blive slået tilbage, så de polske nederlag i kampagnen kom som et chok for mange civile, som var uforberedt på sådanne nyheder, og som ikke var forberedt på en sådan katastrofe. De gik i panik og flygtede østpå, spredte kaos, ødelagde troppernes moral og gjorde det meget vanskeligt for polske tropper at færdes på vejene. Propagandaen havde også negative følger for de polske tropper, hvis kommunikationslinier var blevet ødelagt af mobile tyske enheder i baglandet og civile, som blokerede vejene, blev yderligere kastet ud i kaos af bizarre rapporter fra polske radiostationer og aviser, som ofte berettede om imaginære sejre og andre militære operationer. Det førte til, at nogle polske tropper blev omringet eller holdt stand mod overvældende odds, mens de troede, at de faktisk var i gang med modangreb eller snart ville få forstærkninger fra andre sejrrige områder.

### Fase 1: Tysk invasion
Efter adskillige hændelser i stil med angrebet på Gleiwitz-senderen, som tysk propaganda brugte som en undskyldning for at hævde, at de tyske styrker handlede i selvforsvar, fandt den første egentlige krigshandling sted den 1. september 1939 kl. 4:40, da Luftwaffe angreb den polske by Wieluń ødelagde 75% og dræbte 1.200 mennesker, de fleste civile. Fem minutter senere åbnede det gamle slagskib Sleswig-Holstein ild mod det polske militære transitdepot ved Westerplatte i Danzig ved Østersøen. Klokken 8 angreb tyske tropper, stadig uden at der formelt var erklæret krig, byen Mokra. Slaget ved grænsen var i gang. Senere den dag angreb tyskerne polens vestlige, sydlige og nordlige grænser, mens tyske fly foretog angreb på polske byer. Hovedangrebet foregik østpå fra det centrale Tyskland mod Polens vestgrænse med mindre angreb fra Østpreussen i nord og fra Slovakiet i syd. Alle tre angreb havde retning mod den polske hovedstad, Warszawa.
De allierede regeringer erklærede krig mod Tyskland den 3. september, men de formåede ikke at yde nogen meningsfuld støtte. På grænsen mellem Tyskland og Frankrig var der nogle få træfninger, selv om hovedparten af de tyske styrker, herunder 85 % af deres panserstyrker var indsat i Polen. Trods nogle polske succeser i mindre grænsekampe, tvang den tekniske, operative og numeriske tyske overlegenhed de polske hære til at trække sig tilbage fra grænserne mod Warszawa og Lwów. Luftwaffe fik luftherredømmet tidligt i kampagnen. Ved at ødelægge kommunikationsmidlerne forøgede Luftwaffe hastigheden i fremrykningen, som overløb polske flyvepladser og luftmeldeposter og afstedkom logistiske problemer for polakkerne. Mange polske flystyrker manglede forsyninger, og 98 fly trak sig tilbage til det dengang neutrale Rumænien. Den oprindelige styrke på 400 var reduceret til blot 54 den 14. september, og modstand i luften var stort set ophørt.
Den 3. september da Günther von Kluge mod nord havde nået Wisła, ca. 10 km fra den daværende grænse, og Georg von Küchler nærmede sig Narew floden, var Walter von Reichenau's panser allerede forbi Warta floden. To dage senere var hans venstre fløj et godt stykke bag Łódź og hans højre fløj ved byen Kielce; og den 8. september var et af hans pansrede korps i udkanten af Warszawa efter at have rykket 225 km frem i den første uge af krigen. Lette divisioner på Reichenau's højre fløj var ved Wisła mellem Warszawa og byen Sandomierz den 9. september, mens List mod syd var ved floden San ovenfor og nedenfor byen Przemyśl. Samtidig førte Guderian sine kampvogne fra 3. armé over Narew floden og angreb linjen ved den vestlige Bug flod og omringede dermed allerede Warszawa. Alle de tyske hære gjorde fremskridt i opfyldelsen af deres andel af Fall Weiss planen. De polske hære blev delt i ukoordinerede fragmenter, nogle af dem trak sig tilbage, mens andre foretog usammenhængende angreb på den nærmeste tyske kolonne.
Polske styrker opgav dele af Pommern, Storpolen og Schlesien i den første uge. Den polske plan for grænseforsvar havde vist sig at være en katastrofal fejltagelse. Den tyske fremgang blev som helhed ikke forsinket. Den 10. september beordrede den polske øverstkommanderende feltmarskal Edward Rydz-Śmigły en generel tilbagetrækning i retning af den rumænske grænse.
I mellemtiden strammede tyskerne deres omringning af de polske styrker vest for Wisła (i Łódź området og længere vestpå ved Poznań) og trængte også dybt ind i det østlige Polen. Warszawa, som havde været under kraftigt bombardement fra luften siden krigens første timer, blev angrebet den 9. september og kom under belejring den 13. september. Omkring dette tidspunkt nåede fremskudte tyske enheder til byen, en storby i det østlige Polen. 1.150 tyske fly bombarderede Warszawa den 24. september.
Det største slag i kampagnen, Slaget ved Bzura, fandt sted nær Bzura floden vest for Warszawa og varede fra den 9. til den 19. september. De polske hære Poznań og Pomorze, som var på retræte fra Den polske Korridor, angreb den tyske 8. armé i flanken, men modangrebet fejlede efter nogle indledende succeser. Efter nederlaget mistede Polen evnen til at tage initiativet og gennemføre modangreb i stor stil.
Det tyske luftvåben havde stor betydning under slaget. Luftwaffes offensiv brød, hvad der var tilbage af polsk modstand i en "voldsom demonstration af luftstyrke". Luftwaffe ødelagde hurtigt broerne over Bzura floden. Herefter var de polske styrker fanget i åbent terræn og blev angrebet af bølge efter bølge af Stukaer, som kastede lette 50 kg bomber som forårsagede store tab. De polske flakbatterier løb tør for ammunition og trak sig tilbage til skovene, men blev røget ud af Heinkel He 111 og Dornier Do 17 fly, som kastede 100 kilos brandbomber. Luftwaffe efterlod hæren med en nem opgave med at indsamle de overlevende. Stukaeskadrillerne alene kastede 388 tons bomber i dette slag.
Den polske regering under præsident Ignacy Mościcki og overkommandoen under Marskal Edward Rydz-Śmigły) forlod Warszawa i de første dage af kampagnen i retning mod sydøst og nåede Brest den 6. september. Rydz-Śmigły beordrede de polske styrker til at trække sig tilbage i samme retning, bag Wisła og San floderne, og forberede et langt forsvar ved den rumænske grænse.

### Fase 2: Sovjetisk invasion 17. september 1939
Fra kampagnens begyndelse bad den tyske gange adskillige gange Josef Stalin og Vjatjeslav Molotov om at handle i overensstemmelse med aftalen fra august og angribe Polen fra øst. Bekymret over en uventet hurtig tysk fremgang og ivrige for at få deres tildelte andel af landet, angreb sovjetiske styrker Polen den 17. september. Det var aftalt, at USSR skulle opgive sin interesse i området mellem den nye grænse og Warszawa til gengæld for at få Litauen ind i den sovjetiske interessesfære. Sovjetunionen havde åbent støttet tysk aggression, og Molotov udtalte efter det polske nederlag:
"Tyskland, som på det seneste har forenet 80 millioner tyskere, har underlagt visse nabolande sin overhøjhed og opnået militær styrke på mange felter og er således blevet, som det tydeligt kan ses, en farlig rival til de store imperialistiske magter i Europa – England og Frankrig. Det er derfor, de erklærede krig mod Tyskland med det påskud, at de hermed opfyldte forpligtelser overfor Polen. Det står nu klarede end nogensinde, hvor fjernt de reelle mål for regeringerne i disse lande ligger fra at forsvare de nu smuldrede lande Polen og Tjekkoslovakiet."
Den 17. september 1939 var det polske forsvar allerede brudt sammen, og det eneste håb var at trække sig tilbage og reorganisere sig i grænseområdet til Rumænien. Disse planer blev tilintetgjort, da den over 800.000 mand store Røde Hær gik ind og skabte den Hviderussiske Front og den Ukrainske front efter at have invaderet det østlige Polen, hvilket var en overtrædelse af fredsaftalen i Riga, den sovjetisk-polske ikke-angrebspagt og andre internationale traktater af både bilateral og multilateral karakter. Sovjetisk diplomati hævdede at de beskyttede ukrainske og hviderussiske mindretal i et østlige Polen under indtryk af landets nærtstående kollaps. Vjatjeslav Molotov holdt en tale den 17. september 1939:
"Hændelser, som er opstået ud af den polsk-tyske krig, har vist den indre insolvens og åbenlyse magtesløshed ved den polske stat. De herskende cirkler i Polen har spillet fallit. Warszawa eksisterer ikke længere som hovedstad for den polske stat. Ingen ved, hvor den polske regering befinder sig. Det polske folk er blevet overladt til sin skæbne af sine ulykkesledere. Den polske stat og dens regering er så godt som ophørt med at eksistere. Under indtryk af denne situation er traktater afsluttet mellem Sovjetunionen og Polen ophørt med at eksistere. En situation er opstået i Polen, som kræver særlig omhu af den sovjetiske regering for at sikre landets sikkerhed. Polen er blevet en frugtbar grund for tilfældige og uventede hændelser, som kan skabe problemer for Sovjetunionen. Ligeledes kan det ikke forlanges af den sovjetiske regering, at den forbliver ligegyldig over for dens blodsbrødres skæbne – ukrainerne og hviderusserne, som bebor Polen, og som endda tidligere var uden rettigheder, og som nu er blevet overladt helt til deres skæbne. Den sovjetiske regering ser det som sin hellige pligt at række hånden ud og hjælpe sine broder-ukrainere og broder-hviderussere, som bor i Polen."

Det polske grænseforsvar mod øst bestod af omkring 25 bataljoner. Edward Rydz-Śmigły beordrede dem til at falde tilbage og ikke gå i kamp mod de sovjetiske styrker. Dette forhindrede dog ikke nogle sammenstød og mindre slag, såsom Slaget ved Grodno, hvor soldater og lokalbefolkningen forsøgte at forsvare byen. Sovjetiske styrker myrdede adskillige polakker, herunder krigsfanger som general Józef Olszyna-Wilczyński. Organisationen af ukrainske nationalister rejste sig mod polakkerne og kommunistiske partisaner organiserede lokale revolter og røvede og myrdede polakker. Disse bevægelser blev hurtigt bragt til orden af NKVD. Den sovjetiske invasion var en af de afgørende faktorer, som overbeviste den polske regering om, at krigen i Polen var tabt. Inden det sovjetiske angreb fra øst havde det polske militærs planer omfattet et langvarigt forsvar mod Tyskland i den sydøstlige del af landet, mens man afventede støtte fra de vestallierede. Den polske regering afviste at overgive sig eller forhandle en fred med Tyskland. I stedet beordrede den alle enheder til at forlade Polen og reorganisere sig i Frankrig.
I mellemtiden forsøgte polske styrker at rykke frem til området ved den rumænske grænse, mens man modstod den tyske invasion. Fra den 17. til den 20. september blev de polske hære Kraków og Lublin udsat for store tab i Slaget ved Tomaszów Lubelski, det næststørste slag i kampagnen. Byen Lwów kapitulerede den 22. september på grund af sovjetisk indgriben. Byen var blevet angrebet af tyskerne over en uge tidligere, og midt i en belejring overgav de tyske tropper operationerne til deres sovjetiske allierede. Trods en række stadig mere intensive tyske angreb holdt Warszawa, som blev forsvaret af hastigt reorganiserede enheder, civile frivillige og milits, ud indtil den 28. september. Modlin fæstningen nord for Warszawa kapitulerede den 29. september efter 16 dages intensiv kamp. Nogle isolerede polske garnisoner fastholdt deres stillinger længe efter, at de var blevet omringet af tyske styrker. Westerplatte enklavens lille garnison kapitulerede den 7. september, og garnisonen i Oksywie held holdt ud indtil den 19. september. Forsvarsbastionen på Hela-halvøen blev forsvaret indtil den 2. oktober. I den sidste uge af september holdt Hitler en tale i byen Danzig, hvor han sagde:
| Citat                                                         | Polen vil aldrig genopstå i den form, det havde efter Versaillestraktaten. Det garanterer ikke alene Tyskland, men også Sovjetunionen for. | Citat |
| Adolf Hitler i en tale i Danzig, slutningen af september 1939 | |       |

Trods en polsk sejr i Slaget ved Szack, efter hvilken de sovjetiske tropper henrettede alle de officerer og underofficerer, de havde taget til fange, nåede den Røde Hær linjen bestående af floderne Narew, Vestlige Bug, Wisła og San den 28. september, hvor de i mange tilfælde mødte tyske enheder, som trængte frem fra den modsatte retning. Polske forsvarere på Hel halvøen på Østersøkysten holdt ud indtil den 2. oktober. Den sidste operationelle enhed i den polske hær, General Franciszek Kleebergs Uafhængige operationelle gruppe 'Polesie' overgav sig efter 4 dages kampe nær Lublin den 6. oktober, hvilket markerede afslutningen på den polske kampagne.

### Civile tab
Den polske kampagne var et eksempel på total krig. Som følge heraf var de civile tab store under og efter kampene. Fra starten angreb Luftwaffe civile mål og flygtningekolonner langs vejene for at skabe kaos, afbryde kommunikationslinier og skade den polske moral. Udover tab i slag tilskrives de tyske styrker, både SS og den regulære hær, at have myrdet adskillige tusinde polske krigsfanger og civile. Hertil kom, at næsten 20.000 polakker blev skudt under Operation Tannenberg ved 760 massehenrettelser af særlige enheder Einsatzgruppen, som var udenfor den regulære hær, SS og Selbstschutz.
De civile tab var alt i alt på 150.000, mens de civile tyske tab var på omkring 5.000.

## Eftervirkninger
Polen blev delt mellem Tyskland, Sovjetunionen, Litauen og Slovakiet. Tyskland annekterede dele af Polen, mens resten blev styret af det såkaldte Generalguvernement. Den 28. september modificerede en ny hemmelig protokol aftalen fra august: hele Litauen blev sovjetisk interessesfære, ikke tysk, men skillelinien i Polen blev flyttet til Tysklands fordel, til floden Bug.
Selv om vandveje i de fleste tilfælde adskilte interessesfærerne, mødtes de sovjetiske og tyske tropper ved mange lejligheder. Den mest bemærkelsesværdige indtraf i Brest-Litovsk den 22. september. Det tyske 19. Panserkorps under kommando af Heinz Guderian havde besat byen, som var indenfor den sovjetiske sfære. Da den 29. sovjetiske tankbrigade under kommando af S. M. Krivoshein nærmede sig, mødtes generalerne og aftalte, at de tyske tropper skulle trække sig tilbage, og de sovjetiske tropper skulle indtage byen, mens de gjorde honnør for hinanden. Ved Brest-Litovsk holdt de sovjetiske og tyske tropper en fælles sejrsparade, før de tyske styrker trak sig tilbage vestpå bag den nye demarkationslinie. Kun tre dage tidligere havde parterne et mere fjendtligt møde nær Lviv, da det tyske 137. bjergjægerregiment angreb en rekognosceringsstyrke fra den russiske 24. kampvognsbrigade. Efter nogle få tab på begge sider gik parterne over til at forhandle. De tyske tropper forlod området, og den Røde Hær gik ind i Lviv den 22. september.
Omkring 65.000 polske soldater blev dræbt under kampene, 420.000 blev taget til fange af tyskerne og 240.000 af de Røde Hær. Omkring 120.000 undslap til det neutrale Rumænien og Ungarn og yderligere 20.000 til Letland og Litauen hvoraf hovedparten med tiden nåede frem til Frankrig eller Storbritannien. Det meste af den polske flåde havde held til at undslippe til Storbritannien. De tyske tab var langt mindre end de polske. Man regner med op imod 16.000 dræbte.
Ingen af parterne, Tyskland, de Vestallierede eller Sovjetunionen forventede, at den tyske invasion af Polen ville føre til en krig, der overgik 1. verdenskrig i omfang og omkostninger. Der ville gå måneder, inden Hitler indså, at han ikke kunne indgå en fredsaftale med Storbritannien og Frankrig, men kulminationen af konflikter i både Europa og Stillehavet ville resultere i det, der i sandhed var en verdenskrig. Så det, der ikke var synligt for de fleste politikere og generaler i 1939, står klart i et historisk perspektiv: den polske kampagne markerede begyndelsen på 2. verdenskrig i Europa, som sammen med den japanske invasion af Kina i 1937 og Stillehavskrigen i 1941 blev til 2. verdenskrigs ragnarok.
Invasionen af Polen førte til, at Storbritannien og Frankrig erklærede krig mod Tyskland den 3. september. De gjorde imidlertid ikke meget for at påvirke udfaldet af kampagnen i Polen. Denne mangel på direkte hjælp førte mange polakker til at tro, at de var blevet forrådt af deres vestlige allierede. Den 23. maj 1939 forklarede Adolf Hitler sine officerer, at målet med aggressionen ikke var Danzig, men behovet for at opnå tysk Lebensraum, og detaljerne i dette koncept blev senere formuleret i den berygtede Generalplan Ost. 
Blitzkrigen ødelagde beboelsesområder i byerne, og civile blev snart umulige at adskille fra krigsførende, og den kommende tyske okkupation var et af de mest brutale træk i 2. verdenskrig, som resulterede i over 6 mio. polske døde, over 20% af landets samlede befolkning, og over 90% af dens jødiske minoritet – herunder massemordet på 3 mio. polakker uden hensyntagen til deres tro – i udryddelseslejre som Auschwitz, i koncentrationslejre og ved talrige ad hoc massakrer, hvor civile blev indfanget, taget til den nærmeste skov, mejet ned med et maskingevær og begravet, uanset om de var døde eller ej.
Den Røde Hær besatte de polske områder med fortrinsvis ukrainske og hviderussiske befolkninger. I starten blev de mødt som befriere af den lokale befolkning, men snart blev den kommunistiske ideologi introduceret. Det førte til kraftig antisovjetisk modstand i det vestlige Ukraine. Den sovjetiske okkupation fra 1939 til 1941 førte til drab eller deportation af over en million tidligere polske borgere, da alle som blev betragtet som farlige for det kommunistiske styre blev udsat for sovjetisering, tvungen genhusning, indespærring i arbejdslejre (Gulag) eller myrdet, som de polske officerer i Katynmassakren.
Det præcise antal mennesker, som blev deporteret mellem 1939-1941, er stadig ukendt, og estimater varierer mellem 350.000 og (gamle estimater fra 2. verdenskrig fra den Polske Undergrundstat) over 2 mio. Det første tal er baseret på NKVD arkiver og medtager ikke de omkring 180.000 krigsfanger i sovjetisk fangenskab. De fleste nutidige historikere estimerer det samlede antal deporterede i 1939-1941 fra områder under sovjetisk kontrol til mellem 800.000 og 1.500.000. Eksempelvis R.J. Rummel, som sætter tallet til 1.200.000 og Kushner and Knox på 1.500.000. Bernd Wegner citerer Norman Davies' estimat, at ca. halvdelen af ca. 1 mio. deporterede polske borgere var døde, da Sikorski-Mayski aftalen blev undertegnet i 1941.
En del af disse tab var gengældelse for fra ukrainske nationalister på de polske landsbyer i Vestukraine, hvor hævnfølelserne var særlig stærke. De sovjetiske overgreb fortsatte, efter at Polen var blevet "befriet" af den Røde Hær i 1944, med hændelser såsom forfølgelsen af soldater fra Hjemmehæren og henrettelsen af dens ledere.

### Myter
Der er adskillige misforståelser om den polske kampagne:
- Det polske militær kæmpede mod kampvogne med kavaleri.
    Selv om Polen havde 11 kavaleribrigader, og dets militærdoktrin fremhævede kavalerienheder som eliteenheder, havde andre hære på dette tidspunkt også store kavalerienheder, som også blev anvendt (herunder Tyskland og Sovjetunionen). Det polske kavaleri var udstyret med moderne håndvåben og let artilleri[50], såsom de meget effektive Bofors 37 mm (antitank kanoner) foretog aldrig kavaleriangreb på tyske kampvogne eller nedgravet infanteri eller artilleri, men fungerede i reglen som mobilt infanteri (som dragoner) og rekognosceringsenheder og udførte kun i sjældne tilfælde kavaleriangreb mod fjendtligt infanteri. Artiklen om slaget ved Krojanty, hvor polsk kavaleri blev beskudt af skjulte pansrede køretøjer, beskriver, hvorledes denne myte opstod via tysk propagande.

- Det polske luftvåben blev ødelagt på jorden i krigens første dage.
    Det polske luftvåben var ganske vist talmæssigt underlegent, men var blevet flyttet fra sine baser til små kamuflerede flyvepladser kort før krigens udbrud.

Kun nogle trænings- og støttefly blev ødelagt på jorden. Det polske luftvåben forblev aktivt i de første to uger af kampagnen og forårsagede skader på Luftwaffe. Mange trænede polske piloter undslap efterfølgende til Storbritannien og blev anvendt af RAF under Slaget om England. De polske piloter havde i gennemsnit flest nedskydninger af tyske fly.
- Polen gjorde ikke megen modstand og overgav sig hurtigt.
    Tyskland led forholdsvis små tab, især af køretøjer og fly: Polen kostede tyskerne, hvad der svarede til en hel panserdivisions køretøjer og 25 % af dens styrke i luften.[52] Den polske kampagne varede kun ca. en uge kortere end Slaget om Frankrig i 1940, selv om de britisk-franske styrker var meget tættere på paritet med de tyske styrker i antal og udstyr.[53] Desuden var den polske hær i færd med at forberede en stilling ved den rumænske grænse, som ville have forlænget det polske forsvar, men det blev opgivet som følge af den sovjetiske invasion den 17. september 1939. Polen overgav sig heller aldrig officielt til tyskerne. Under den tyske okkupation fortsatte den polske hær med at kæmpe i undergrunden som Armia Krajowa og som skovpartisaner – Leśni. Den polske modstandsbevægelse under 2. verdenskrig i det tysk okkuperede Polen var en af de største modstandsbevægelser i hele den besatte del af Europa.
- Den tyske hær brugte nye strategiske koncepter.
    Myten om Blitzkrieg er blevet afvist af nogle forfattere, især Matthew Cooper. Cooper skriver (i The German Army 1939–1945: Its Political and Military Failure): "Igennem den polske kampagne afslørede brugen af mekaniserede enheder den idé, at de kun var tiltænkt at skulle lette fremgangen og støtte infanteriets aktiviteter … Således var enhver strategisk udnyttelse af den pansrede ide dødfødt. Lammelsen af kommandostrukturen og nedbruddet af moralen var ikke gjort til ultimative mål for de tyske land- og flystyrker og var kun tilfældige biprodukter af traditionelle manøvrer med hurtig omringning og støtteaktiviteterne fra det "flyvende artilleri" i Luftwaffe, begge dele havde som formål fysisk at ødelægge fjendens tropper. Sådan var ødelæggelsestanken i den polske kampagne." ødelæggelsestanke var en strategi, som stammede tilbage fra Frederik den Store, og blev anvendt i nogenlunde uændret form i den polske kampagne sammenlignet med den fransk-preussiske krig i 1870 eller 1914. Brugen af kampvogne "kunne have været meget bedre ... frygt for fjendtlige aktioner mod flankerne, en frygt som skulle vise sig så katastrofal for de tyske udsigter i Vesten i 1940 og i Sovjetunionen i 1941 var tilstede fra krigens start." Mange tidlige historier efter krigen, såsom Barrie Pitt's i The Second World War (BPC Publishing 1966), tilskrev den tyske sejr en "enorm udvikling i militær teknik som foregik mellem 1918 og 1940", og anfører, at "Tyskland, som oversatte (britiske mellemkrigs) teorier til handling … kaldte resultatet Blitzkrieg." John Ellis, hævdede i Brute Force (Viking Penguin, 1990) at "…der er betydelig retfærdighed i Matthew Cooper's påstand om, at panserdivisionerne ikke fik den grad af strategisk (fremhævelse i originalen) mission, som skulle karakterisere autentisk pansret blitzkrieg, og var næsten altid tæt underlagt de forskellige masseinfanterihære." Zaloga og Madej, i The Polish Campaign 1939 (Hippocrene Books, 1985), behandler også de mytiske fortolkninger af Blitzkrieg og vigtigheden af andre våbengrene i kampagnen. "Mens vestlige beretninger om septemberkampagnen har fremhævet chokvirkningen af panser- og stukaangreb har de tenderet til at underdrive den voldsomme virkning af tysk artilleri tended to underestimate the punishing effect of German artillery (fremhævelse tilføjet) på polske enheder. Mobilt og til rådighed i betydeligt antal ødelagde artilleri lige så mange enheder som nogen anden våbengren i hæren."